# Пилипи (Жмеринський район)
Пилипи́ (раніше Пилипи Чемериські) — село в Україні, у Барській міській громаді Жмеринського району Вінницької області.

## Географія
Селом протікає річка Безіменна, ліва притока Лядової.

## Історія
Під час другого голодомору у 1932–1933 роках, проведеного радянською владою, загинуло 5 осіб.
12 червня 2020 року, відповідно до Розпорядження Кабінету Міністрів України № 707-р «Про визначення адміністративних центрів та затвердження територій територіальних громад Вінницької області», увійшло до складу Барської міської громади.
19 липня 2020 року, в результаті адміністративно-територіальної реформи та ліквідації Барського району, село увійшло до складу Жмеринського району.

## Пам'ятки
У селі є пам'ятки:
- Довготривала вогнева споруда[6], 1931-1934. Пам'ятка розташована 1,5 км на південний схід від села.

### Археологічні пам'ятки
У селі виявлено поселення трипільської культури. Поселення розташоване на північній околиці села, займає пологе плато лівого берега безіменного струмка, притоки р. Лядова. На поверхні простежені залишки глиняних «площадок», зібрані фрагменти кераміки, зернотетрок, кісток тварин. Пам'ятка відкрита у 1965 р. краєзнавцем В. Д. Гопаком, попередньо віднесено до середнього або пізнього Трипілля.